# Rudolf Kobert
Rudolf Kobert (Bitterfeld, 3 febbraio 1854 – Rostock, 27 dicembre 1918) è stato un farmacologo tedesco.

## Biografia
Nel 1877 si laureò all'Università di Halle, lavorando poi come assistente del fisiologo Friedrich Goltz (1834-1902) e del farmacologo Oswald Schmiedeberg (1838-1920) all'Università di Strasburgo. Nel 1887 fu nominato professore di farmacologia, diatetica e storia della medicina all'Università di Dorpat.
Nel 1899 fu nominato presidente di farmacologia, farmacognosia, chimica e storia fisiologica della medicina presso l'Università di Rostock, carica che mantenne fino alla sua morte.

## Opere principali
- Beiträge zur Terpentinölwirkung . [s.l.] 1877.
- Compendium der praktischen Toxikologie zum Gebrauche für praktische Ärtze und Studierende, 1894.
- "Practical toxicology for physicians and students".
- Görbersdorfer Veröffentlichungen, 1898 - Görbersdorf publications.
- Beiträge zur Kenntnis der Saponinsubstanzen für Naturforscher, Ärzte, Medizinalbeamte, 1904.
- Lehrbuch der intoxikationen, 1902-06.
- Lehrbuch der pharmakotherapie, 1906.
- Einige Notizen über die Bedeutung und den biologischen Nachweis von vegetabilischen Agglutininen und Hämolysinen, 1909.
- Über Amanita phalloides, 1911.
- Beiträge zur Kenntnis der vegetabilischen Hämagglutinine : eine auf Veranlassung der Königl. Bayerischen Akademie der Wissenschaften ausgeführte und durch Verleihung des Liebigstipendiums unterstützte Experimentaluntersuchung , Vol. 1-2, 1913.
- Kleine Mitteilungen , 1916.
- Über kieselsäurehaltige Heilmittel, insonderheit bei Tuberkulose , 2 ed. 1918.
- Aus der Geschichte der Tollkirsche und der Pupillenerweiterung durch Gifte, 1920.